# 禮文車站
禮文車站（日语：／ Rebun eki */?）是一個位於日本北海道虻田郡豐浦町字禮文華，由北海道旅客鐵道（JR北海道）所經營的鐵路車站。禮文車站是室蘭本線沿線的車站之一，是個位在內浦灣沿岸的無人車站。
名稱源自阿伊努語的「rep-un-ke-p」，意思為向海中崩落的斷崖。

## 車站結構

### 月台
設有側式月台及島式月台各1個，提供2面3線的配罝。往長萬部方向全使用1號月台；而往東室蘭方向則採用島式外側的3號月台。月台之間以靠向東室蘭一方、橫越1、2號月台路軌的平交道連接。由於業務過於清閒，2號月台只用作臨時用途。
| 月台 | 路線      | 方向         | 目的地             |
| ---- | --------- | ------------ | ------------------ |
| 1    | ■室蘭本線 | 上行         | 長萬部方向         |
| 2    | ■室蘭本線 | （臨時月台） | （臨時月台）       |
| 3    | ■室蘭本線 | 下行         | 東室蘭、苫小牧方向 |

## 歷史

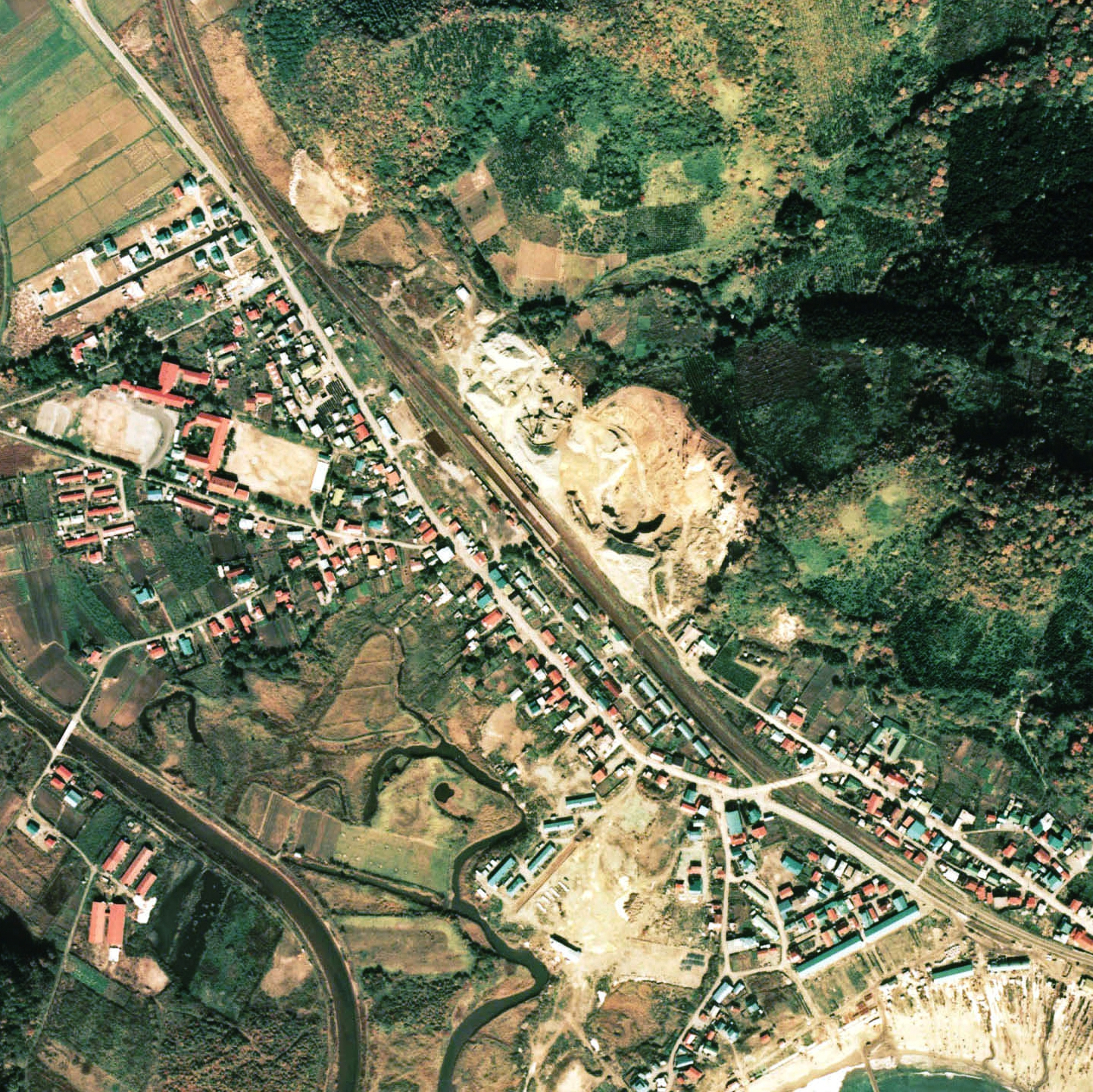
1976年禮文站及周邊約1km範圍的高空圖。

- 1928年9月10日：隨鐵道省長輪線靜狩～伊達紋別間開通，正式開業[1]。
- 1931年4月1日：長輪線改編入'室蘭本線。
- 1980年5月1日：貨物提取服務取消[2]。
- 1984年2月1日：手提行李提取服務取消[2]。
- 1986年11月1日：無人化[3]、簡易委託化。
- 1987年4月1日：國鐵分割民營化，車站由JR北海道承繼[2]。
- 1989年12月：站房改建。
- 不遲於1993年[4]：簡易委託化廢止，完全無人化。

## 使用人數
2014年度以前取自國土交通省「国土數値情報」，2015年度起則以JR北海道「過往5年的特定調査日」的乘車人數，再平均化後得出。
| 乗降人數推移 | 乗降人數推移 |
| 年度         | 1日平均人数  |
| ------------ | ------------ |
| 2011         | 22           |
| 2012         | 12           |
| 2013         | 4            |
| 2014         | 4            |

| 乗降人數推移 | 乗降人數推移    | 乗降人數推移 |
| 年度         | 1日平均乘車人數 | 出處         |
| ------------ | --------------- | ------------ |
| 2015         | >10             | [ 統計 1 ]   |
|              |                 |              |
| 2018         | <10             | [ 統計 2 ]   |
| 2019         | <10             | [ 統計 3 ]   |
| 2020         | <10             | [ 統計 4 ]   |
| 2021         | <3              | [ 統計 5 ]   |
| 2022         | <3              | [ 統計 6 ]   |

## 相鄰車站
北海道旅客鐵道
室蘭本線
■特急「北斗」
通過
■普通
（靜狩）（H46）－小幌（H45）－禮文（H44）－大岸（H43）
- 註：普通班次471D、475D及488D不停靠小幌站，會直接往來靜狩站

### 統計資料
1. ↑   (PDF). 平成28年度事業運営の最重点事項. 北海道旅客鉄道: 6. 2016-03-28  [2018-02-18]. （原始内容存档 (PDF)于2020-02-04）.
2. ↑   (PDF). 全線区のご利用状況（地域交通を持続的に維持するために）. 北海道旅客鉄道.   [2020-01-20]. （原始内容 (PDF)存档于2020-01-20）. 外部链接存在于|work= (帮助)
3. ↑   (PDF). 地域交通を持続的に維持するために > 全線区のご利用状況. 北海道旅客鉄道. 2020-10-30  [2020-11-07]. （原始内容 (PDF)存档于2020-11-02）. 外部链接存在于|work= (帮助)
4. ↑   (PDF). 地域交通を持続的に維持するために > 全線区のご利用状況. 北海道旅客鉄道. 2021-09-30  [2022-01-01]. （原始内容 (PDF)存档于2022-01-01）. 外部链接存在于|work= (帮助)
5. ↑   (PDF). 地域交通を持続的に維持するために > 全線区のご利用状況. 北海道旅客鉄道.   [2022-10-09]. （原始内容 (PDF)存档于2022-10-09）. 外部链接存在于|work= (帮助)
6. ↑   (PDF). 地域交通を持続的に維持するために > 全線区のご利用状況. 北海道旅客鉄道. 2023  [2023-09-26]. （原始内容 (PDF)存档于2023-09-26）. 外部链接存在于|work= (帮助)

## 外部連結
- JR北海道禮文站網頁。 （页面存档备份，存于）（日語）